# Regina Oja
Regina Ermits z domu Oja (ur. 31 stycznia 1996 w Tallinn) – estońska biathlonistka.
Po raz pierwszy na arenie międzynarodowej pojawiła się w 2015 roku, kiedy wystąpiła na Mistrzostwach Europy w Otepää. Zajęła tam między innymi 13. miejsce w sprincie.
W Pucharze Świata zadebiutowała 17 stycznia 2016 roku w Ruhpolding, zajmując 21. miejsce w sztafecie.

## Osiągnięcia

### Zimowe igrzyska Olimpijskie
| Rok  | Miejscowość | Konkurencje | Konkurencje | Konkurencje | Konkurencje | Konkurencje | Konkurencje | Konkurencje |
| Rok  | Miejscowość | IN          | SP          | PU          | MS          | RL          | MR          | SR          |
| ---- | ----------- | ----------- | ----------- | ----------- | ----------- | ----------- | ----------- | ----------- |
| 2022 | Pekin       | 79.         | 56.         | 50.         | –           | 15.         | 16.         | nd.         |

### Mistrzostwa świata
| Rok  | Miejscowość | Konkurencje | Konkurencje | Konkurencje | Konkurencje | Konkurencje | Konkurencje | Konkurencje |
| Rok  | Miejscowość | IN          | SP          | PU          | MS          | RL          | MR          | SR          |
| ---- | ----------- | ----------- | ----------- | ----------- | ----------- | ----------- | ----------- | ----------- |
| 2019 | Östersund   | 59.         | 81.         | –           | –           | 12.         | 14.         | –           |
| 2020 | Anterselva  | 68.         | 30.         | 48.         | –           | dsq.        | 15.         | 12.         |
| 2021 | Pokljuka    | 62.         | 83.         | –           | –           | 17.         | –           | –           |
| 2023 | Oberhof     | 73.         | 64.         | –           | –           | 10.         | –           | –           |
| 2024 | Nové Město  | 13.         | 25.         | 24.         | 12.         | 4.          | 12.         | –           |
| 2025 | Lenzerheide | 60.         | 51.         | 25.         | –           | 10.         | 13.         | 15.         |

### Mistrzostwa świata juniorów
| Rok  | Miejscowość      | Konkurencje | Konkurencje | Konkurencje | Konkurencje | Konkurencje | Konkurencje | Konkurencje |
| Rok  | Miejscowość      | IN          | SP          | PU          | MS          | RL          | MR          | SR          |
| ---- | ---------------- | ----------- | ----------- | ----------- | ----------- | ----------- | ----------- | ----------- |
| 2016 | Cheile Grădiştei | 46.         | 47.         | 49.         | nd.         | 9.          | nd.         | nd.         |
| 2017 | Osrblie          | 45.         | DNS         | nd.         | nd.         | nd.         | nd.         | nd.         |

### Mistrzostwa Europy
| Rok  | Miejscowość | Konkurencje | Konkurencje | Konkurencje | Konkurencje | Konkurencje | Konkurencje | Konkurencje |
| Rok  | Miejscowość | IN          | SP          | PU          | MS          | RL          | MR          | SR          |
| ---- | ----------- | ----------- | ----------- | ----------- | ----------- | ----------- | ----------- | ----------- |
| 2015 | Otepää      | 21.         | 13.         | 14.         | nd.         | nd.         | nd.         | nd.         |
| 2018 | Ridnaun     | 66.         | 19.         | 29.         | nd.         | nd.         | nd.         | 4.          |

### Puchar Świata

#### Miejsca w klasyfikacji generalnej
| Sezon     | Miejsce           |
| --------- | ----------------- |
| 2017/2018 | niesklasyfikowana |
| 2018/2019 | 76.               |
| 2019/2020 | 54.               |
| 2020/2021 | niesklasyfikowana |
| 2021/2022 | 91.               |
| 2022/2023 | niesklasyfikowana |
| 2023/2024 | 48.               |
| 2024/2025 | 47.               |